# موسی اصفهانی
موسی آیت‌الله زاده اصفهانی سیاست‌مدار ایرانی بود، که در  دوره بیستم   بعنوان نماینده لنجان در مجلس شورای ملی حضور داشت.